# 陈福勋
陈福勋，浙江钱塘（浙江杭州）人，是一名清朝政治人物。
陈福勋曾于1861年接替王宗濂任上海县知县一职，1862年由刘郇膏接任。